# Terron Armstead
Terron Armstead (Cahokia, Illinois, 23 de julio de 1991) es un jugador profesional estadounidense de fútbol americano que se desempeña en la posición de offensive tackle en Miami Dolphins, equipo de la National Football League (NFL).

## Carrera
Fue seleccionado en la tercera ronda en la Reunión Anual de Selección de Jugadores de la NFL de 2013. Hizo su debut profesional con el equipo New Orleans Saints, en el cual jugó nueve temporadas (2013-2022), luego pasó a Miami Dolphins, donde lleva jugando dos temporadas.